# 小行星5952
小行星5952（5952 Davemonet）是一颗绕太阳运转的小行星，为主小行星带小行星。该小行星于1987年3月4日发现。

## 轨道参数
小行星5952的轨道半长轴为2.2701883 UA，离心率为0.112。